# Luigi Caburlotto
Luigi Caburlotto (Venezia, 7 giugno 1817 – Venezia, 9 luglio 1897) è stato un presbitero italiano, fondatore della Congregazione delle figlie di San Giuseppe. È stato beatificato sotto il pontificato di papa Francesco; il rito è stato celebrato il 16 maggio 2015.

## Biografia

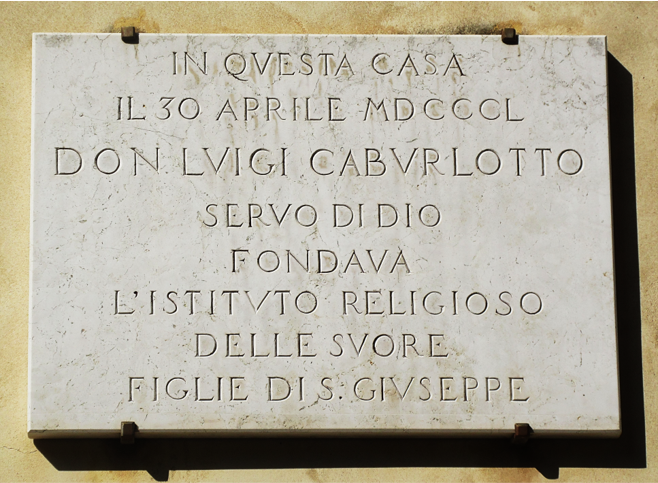
lapide in ricordo di Luigi Caburlotto a Venezia

La sua formazione iniziò presso la scuola dei fratelli Cavanis, dove divenne discepolo, collaboratore e figlio spirituale di padre Antonangelo Cavanis, e proseguì nel seminario patriarcale di Venezia, dove fece il suo ingresso nel 1835.
Fu ordinato presbitero il 24 settembre 1842. Dal 1843 svolge il suo ministero come cooperatore nella  parrocchia di San Giacomo dall'Orio sostituendosi spesso nella cura pastorale al vecchio parroco ammalato, avendo così modo di toccare con mano la condizione morale, religiosa e anche economica e sociale dei suoi parrocchiani.  Dal 1844 al 1849 è stato confessore delle suore dorotee e poi delle canossiane. Nel 1849 fu nominato parroco di quella parrocchia dove fondò un istituto per raccogliere le ragazze dalla strada  e vi rimase fino al  1872 quando rinunciò alla parrocchia per motivi di salute per dedicarsi con più energia alle case di educazione. Lavorando gratuitamente poté esercitare una benefica influenza sull'indirizzo educativo di istituti pubblici.
Per l'educazione della gioventù abbandonata di Venezia, il 30 aprile 1850 fondò la Congregazione delle figlie di San Giuseppe e la "Pia casa della carità". 
Le Costituzioni delle Figlie di San Giuseppe vennero approvate dal primo capitolo generale del 23 luglio 1857 e dal vicario capitolare  della diocesi di Venezia mons. Vincenzo Moro con decreto del 10 agosto 1857; tali costituzioni vennero poi approvate dal governo austriaco il 12 maggio 1860.  Lo scopo principale dell'istituto è quello di "educare le fanciulle povere": in tal modo viene assimilato alle congregazioni di vita attiva.
Nel 1857 a Venezia nei pressi di S. Sebastiano, accolse le ragazze povere aiutate dalla pubblica assistenza dando vita all’"Istituto Manin femminile".
Nel 1859 fondò, nella città di Ceneda (oggi Vittorio Veneto - TV) una scuola elementare popolare gratuita per esterne e accanto istituì un collegio con più elevato programma di studi.
Nel 1869 fu chiamato a riorganizzare l'importante "Istituto Manin maschile, di arti e mestieri", che da un biennio si trovava in precarie condizioni disciplinari ed economiche.
Il 10 gennaio 1871 fu nominato cavaliere dell'Ordine della Corona d'Italia.
Nel 1881 la Congregazione di Carità gli affidò infatti, oltre ai due Istituti Manin anche gli Orfanotrofi maschile ai Gesuati e femminile alle "Terese" dove poté sostituire alle maestre laiche le sue suore, aprendo così la quarta casa della Congregazione.
Nel 1883 fu nominato sovrintendente degli istituti dipendenti dalla Congregazione di carità.
Fu cameriere d'onore dei papi Pio IX e Leone XIII e nominato canonico onorario del capitolo metropolitano della basilica cattedrale di San Marco dal 1885.
Era Terziario dell'Ordine dei Servi di Maria.
Morì a Venezia il 9 luglio 1987. Il suo corpo si trova nella chiesa di San Sebastiano a Venezia.

## Il culto
Il processo diocesano di beatificazione di Caburlotto si è aperto il 14 settembre 1963 e si è chiuso il 5 luglio 1969.
Il 24 agosto 1970 la sua tomba fu trasferita nella cappella della casa generalizia delle sue suore.
Nel 1989 la positio è stata sottoposta all'esame della Congregazione per le cause dei santi. Il 2 luglio 1994 papa Giovanni Paolo II ha autorizzato la Congregazione a promulgare il decreto riguardante le virtù eroiche di Caburlotto, riconoscendogli il titolo di venerabile.
Il 1º marzo 2009 l'urna con il suo corpo fu traslata in una cappella della chiesa di San Sebastiano.
Il 9 maggio 2014 la Chiesa cattolica ha riconosciuto come miracolosa la guarigione, scientificamente inspiegabile, di Maria Grazia Veltraino, attribuita all'intercessione del sacerdote e il 16 maggio 2015, in piazza San Marco a Venezia, si è celebrato il rito di beatificazione presieduto dal cardinale Angelo Amato.
La figura del beato è stata descritta in numerose opere, una delle quali dedicata anche alla vicenda umana della Veltraino.